# Райнхард фон Насау-Байлщайн
Райнхард фон Насау-Байлщайн (на немски: Reinhard von Nassau-Beilstein; * сл. 1374; † между 30 декември 1414 и 17 април 1418) от фамилята Дом Насау е от 1378/1380 г. до смъртта си съ-граф на Насау-Байлщайн. Той управлява заедно с по-големия си брат Хайнрих II (1374 – 1412).

## Произход и управление
Той е вторият син на граф Хайнрих I фон Насау-Байлщайн (1323 – 1378/1380) и на Мейна (Имагина) фон Вестербург († ок. 1380), дъщеря на Зигфрид II фон Вестербург († 1315) и Аделхайд фон Бургзолмс († 1332).
Той и по-големият му брат Хайнрих II участват в управлението с баща им и след смъртта му през 1378/1380 г. управляват заедно. Хайнрих II получава дворец Байлщайн, а Райнхард получава замък Либеншайд във Вестервалд. Графството обаче остава неразделено. След смъртта на брат му, вероятно малко след 12 октомври 1412 г., Райнхард управлява граството заедно с племенника си Йохан († пр. 1473).
Райнхард умира вероятно между 30 декември 1414 и 17 април 1418 г.